# Esquadró de transport 60
L'esquadró de transport 00.060 o ET 60 (Escadron de transport 60, anteriorment Escadron de transport, d'entrainement et de calibration o ETEC 65) és una unitat de l'exèrcit de l'aire i de l'espai francès que s'encarrega principalment de transportar el president de la República i altres autoritats del govern. S'acantona a la base aèria de Vélizy-Villacoublay.
A finals del 2011 tenia:
- un Airbus A330-200 comprat a Air Caraïbes i posat en servei el novembre del 2010;
- dos Falcon 7X[2] adquirit el 2012, dos Falcon 2000 adquirits el novembre del 2011 i dos Falcon 900 adquirits el 1987; i
- tres helicòpters Super Puma, posats en servei el 1984.